# La Prensa (Panamá)
La Prensa es uno de los principales periódicos de Panamá. Es un diario independiente en formato sábana. El documento está supervisado por un consejo de nueve miembros, de los directores que han sido seleccionados de entre los accionistas de la compañía. El consejo nombra a un editor, a un redactor jefe y a un director general. La Prensa, diario de referencia de Panamá, mantiene un tiraje promedio superior a los 42,000 periódicos diarios, incluida una base de más de 17,800 suscriptores.

## Orígenes
El periódico fue fundado en 1980 por I. Roberto Eisenmann Jr. que había regresado a Panamá en 1979 después de vivir en el exilio durante tres años en los Estados Unidos.
Eisenmann y su familia eran parte de un grupo de exiliados políticos del régimen militar (1968-1989) que se les permitió regresar al país después de la ratificación de los Tratados del Canal de Panamá por el Senado de los EE. UU. (1978). El Senado y el gobierno de Carter pulsa el Jefe de Gobierno de Panamá, general Omar Torrijos (1929-1981) en sus promesas de un retorno a la democracia y el respeto de los derechos humanos en Panamá.
El directorio del periódico celebró su primera reunión en agosto de 1979, y publicó su primera edición el 4 de agosto de 1980. Los miembros a la primera Junta Directiva fueron los siguientes: I. Roberto Eisenmann, Ricardo Alberto Arias, Ricardo Arias Calderón, Ricardo Bermúdez y Fabian Echevers.
Durante el régimen militar, La Prensa fue cerrado, censurado y destruido varias veces.

## Estructura de la empresa
Hoy en día, la compañía cuenta con más de 1.500 accionistas, ninguno de los cuales puede poseer más del 1 por ciento de las acciones. Además, los políticos electos o funcionarios del gobierno no pueden servir en el consejo de administración. Los accionistas se reúnen una vez al año y los elegidos por dos años de términos, la mitad de los miembros de la junta.
El periódico también se creó para que sus empleados tuvieran una participación en la empresa. Todos los empleados pueden comprar acciones a un precio reducido, la empresa distribuye el 50 por ciento de las ganancias anuales a los empleados, y el resto se paga como dividendo a los accionistas. Desde el fin del régimen militar y el retorno a la democracia, La Prensa se ha convertido en una empresa muy rentable, el pago de dividendos anuales de alto rendimiento sin interrupciones desde 1991.
Hoy en día, el periódico es parte de un conglomerado editorial más grande, Corporación La Prensa, SA (Corprensa). Otras publicaciones de la empresa incluyen: mi Diario, un periódico sensacionalista diario de la mañana; Ellas, una revista semanal para las mujeres; K, una revista mensual y sociales Financero Jueves, una revista semanal de negocios. También fue el primer periódico en Panamá con un sitio web, www.prensa.com, cuya dirección web se ha convertido en el sitio más visitado de hoy en día en Panamá.
En 2007, el periódico inició una sección de idioma inglés en colaboración con la edición internacional del Miami Herald. Esta asociación se disolvió en 2008, y el papel comenzó a publicar su sección de idioma inglés en su sitio web.

## Historia
El 22 de octubre de 1981, a causa de su informe, 10 hombres armados abrieron fuego contra las oficinas del periódico, hiriendo a un empleado y un cliente. El Partido Revolucionario Democrático (PRD), que era el brazo político del régimen militar, emitió un comunicado que había autorizado el ataque, diciendo que "Los miembros de nuestro partido de hoy atacaron el periódico con el apoyo del secretario general del partido."
El 8 de junio de 1983, una turba de unos 200 simpatizantes del PRD atacaron a los miembros del personal en una manifestación en las oficinas del periódico. Varios de los empleados tuvieron que ser hospitalizados. La Guardia Nacional llamados a la escena se negó a detener a la multitud de atacar a los empleados.
Durante las elecciones generales de mayo de 1984, varios periodistas y fotógrafos del periódico fueron atacados por partidarios del gobierno y miembros de la Guardia Nacional, cuando las denuncias de fraude electoral, se informó.
En septiembre de 1984, por orden del Ministerio de Trabajo, el gobierno cerró La Prensa. Se volvió a abrir un par de días después de una fuerte presión interna e internacional.
En diciembre del mismo año, Jiménez y la reportera Lissette Carrasco fueron salvajemente golpeados por partidarios del gobierno, mientras cubría una manifestación contra el gobierno.
En abril de 1986, el gobierno comenzó una campaña prolongada contra Eisenmann. Después de recibir amenazas por parte de la Guardia Nacional, Eisenmann entró otra vez en el exilio en los Estados Unidos hasta la caída de la dictadura militar. El 25 de junio de 1986, la Asamblea Legislativa aprobó una resolución declarando Eisenmann como "traidor a la patria." Eisenmann fue invitado por la Universidad de Harvard para convertirse en un Nieman Fellow en el periodismo durante su exilio.
En julio de 1986, el columnista Guillermo Sánchez Borbón se vio obligado a refugiarse en la Embajada de Venezuela para evitar ser arrestado por el gobierno debido a su contenido conmovedor de sus escritos.
El 3 de octubre de 1986, el ministro Manuel Antonio Noriega de Gobierno y Justicia, Rodolfo Chiari, envió una carta a La Prensa, afirmando que "No vamos a tolerar esta práctica constante y permanente... de publicar noticias falsas... que afecta el orden público, la paz y nacionales seguridad ".
Unos meses más tarde, el Ministerio de Gobierno y Justicia informó Editor Asociado de Winston Robles, que el papel sería censurado, y le asignó Miguel Ángel Picard-Ami como el censor oficial de La Prensa. El periódico no publicó durante seis días, pero el 21 de junio de 1987 decidió poner una versión censurada del papel. Durante nueve días, el periódico fue censurado, con un 80 por ciento de su contenido en blanco. El 30 de junio, el documento fue autorizado a imprimir sin censura, después de publicar durante tres días un suplemento con todas las historias que se han eliminado.
El 26 de julio de 1987, las fuerzas de seguridad entraron en el edificio con una orden de cierre de La Prensa firmada por el Gobernador de Panamá, Alberto Velázquez.
El documento se mantuvo cerrado hasta 20 de enero de 1988, cuando fue autorizado a publicar solo para volver a cerrar el 25 de febrero de 1988.

## Después de la dictadura militar
En los años posteriores a la detención y posterior condena de Manuel Antonio Noriega, La Prensa, forma una unidad de investigación para informar sobre los crímenes que se cometieron durante la dictadura.
La primera pieza de informes en profundidad sobre el tema es el suplemento, "Nosotros recordamos para que no vuelva a suceder", que contiene una historia de la dictadura militar. Fiscal Winston Robles es nombrado redactor jefe en 1990. El documento se refiere al juicio de Noriega en Miami, y publica en profundidad la serie sobre la muerte de Hugo Spadafora y el gallego Héctor en 1993 y Moisés Giroldi en 1994. Las tres series ganar varios premios nacionales e internacionales. En 1995, publica una serie que detalla los crímenes sin resolver cometidos por la dictadura.
En 1995 Eisenmann anuncia su retiro como director de La Prensa, convirtiéndose en un columnista semanal.
Juan A. Arias es elegido como editor (1995-2000). El documento continúa con su labor en el descubrimiento de la corrupción dentro del gobierno. En 2001 contrata peruana nacida el periodista de investigación Gustavo Gorriti como Editor Asociado.
Durante la campaña electoral presidencial de 1994, publica una serie de historias sobre supuestas contribuciones políticas realizadas por los narcotraficantes. Los resultados de la serie en el papel de nuevo ganar el reconocimiento internacional, pero los resultados en una oleada de demandas por parte de funcionarios del partido del PRD.
En 1997, el presidente Ernesto Pérez Balladares incómodo por las investigaciones del periódico órdenes periodista Gustavo Gorriti para ser deportado. Una batalla legal de tres meses se produce, y de Pérez Balladares, frente a la presión internacional, a la larga revierte su decisión.
En 2000, el exprocurador general José Antonio Sossa presenta una denuncia penal por difamación contra cuatro periodistas de La Prensa, Gorriti, Miren Gutiérrez editor de negocio, y los periodistas Mónica Palm y Rolando Rodríguez por una serie de historias que el artículo publicado en 1999. En 2004, Sossa también se presenta una demanda contra el fundador de La Prensa y presidente de la Fundación para la Libertad Roberto Eisenmann, quien cuestionó su trabajo como servidor público.
La tenencia de Arias es seguido por algunos años turbulentos y de corto plazo Editores (2000-2004) hasta julio de 2004, cuando Fernando Berguido, miembro de la junta directiva y el abogado es nombrado como editor. Algunos meses más tarde, él también se convierte en redactor jefe del diario La Prensa.
Desde entonces, La Prensa ha llevado a cabo un papel agresivo en el periodismo de investigación, se centra en la corrupción oficial y la exposición de algunos casos de números de alto perfil, incluyendo la adjudicación de contratos y beneficios a los allegados de los políticos y los empresarios mantienen secretos para el público.
En 2008, el ministro de Gobierno y Justicia, Daniel Delgado Diamante se ve obligado a dimitir después de la periodista de investigación Santiago Fascetto imprime un artículo que detalla su presunta participación en el rodaje en 1970 de un agente de la Guardia Nacional del compañero. Diamante está acusado de asesinato, y el caso todavía está pendiente. Afirma que el disparo fue en defensa propia y que fue absuelto en el momento, pero no hay evidencia de ninguna investigación ha sido hallado.
En 2009, el documento se imprime una serie de historias que alegan expresidente Pérez Balladares utilizan empresas ficticias para ocultar los ingresos de los casinos que recibieron licencias bajo su administración. El presidente es acusado y puesto bajo arresto domiciliario, la primera vez que un expresidente se ha enfrentado a cargos relacionados con la corrupción en la historia del país.
En diciembre de ese año, el periódico publica un suplemento sobre el 20 aniversario de la invasión de Panamá.
En 2010, Berguido toma un permiso de ausencia para asistir a una de becas para Nieman en la Universidad de Harvard. Rolando Rodríguez, un periodista que había trabajado como reportero y editor en el periódico durante 15 años, es nombrado como Editor Asociado en Jefe, la primera vez que un periodista profesional ha ocupado el cargo. La Prensa es el más premiado, los medios de comunicación de Panamá.
Los editores de La Prensa:
- Roberto Eisenmann - 1980-1995
- Juan A. Arias - 1995-2000
- Anabella de Rubinoff - 2000-2001
- Ricardo Alberto Arias - 2001-2002
- Federico Humbert Jr. - 2002-2004
- Fernando Berguido - 2004-presente

Redactores jefe de La Prensa:
- Fabián Echevers - 1980
- Carlos González De La Lastra - 1980-1983
- Winston Robles - 1983-1985
- Roberto Eisenmann - 1985-1990
- Winston Robles - 1990-2000
- Stanley Muschett - 2000-2001
- Gilberto Sucre - 2001-2002
- Winston Robles - 2002-2005
- Fernando Berguido - 2005-2007
- Siaska Salcedo - 2007-2009.[2]
- Fernando Berguido - 2009 - 2014
- Lourdes de Obaldía - 2014-2017
- Rita Vásquez 2017- 2017 - presente.[3]